# Alberto Rivera Pizarro
Alberto Rivera Pizarro  (ur. 16 lutego 1978 w Puertollano) – hiszpański piłkarz.

## Kariera

### Real Madryt
Rivera występował w barwach Realu w latach 1994–1999. W wieku 17 lat zadebiutował w pierwszym zespole. Zdobył gola w wygranym 2:0 meczu z Celtą Vigo, który zadecydował o zwycięstwie Królewskich w Primera División. W sezonie 1995–1996 przebywał w rezerwach Realu, w których to rozegrał 35 meczów i strzelił 7 goli. W latach 1996–1999 zagrał 73 spotkania w Real Madryt Castilla, w których zdobył 20 bramek.

### Numancia
W 1999 roku zawodnik przystał na wypożyczenie do Numancii. W jej barwach rozegrał 29 spotkań, w których zdobył jednego gola. Po powrocie do Realu zdążył rozegrać jeszcze 2 mecze w lidze.

### Marsylia
W styczniu 2002 Rivera przeszedł do Olympique Marsylia na zasadzie wypożyczenia. Rozegrał w niej 12 spotkań i strzelił 2 gole.

### Levante
Rivera wzmocnił Levante UD w 2002 roku. W sumie podczas trzech sezonów spędzonych w klubie wystąpił w 113 meczach, a jego dorobek strzelecki wyniósł 17 trafień.

### Betis
W 2005 roku za sumę 3.4 mln euro, Rivera przeszedł do Betisu. W swoim pierwszym sezonie rozegrał 34 spotkania w lidze, 7 w Lidze Mistrzów oraz 3 w Pucharze UEFA. Następny sezon zakończył z 27 meczami na koncie, zdobył również swoją pierwszą bramkę dla klubu w przegranym 2:3 wyjazdowym spotkaniu z Villarreal.

### Sporting Gijón
Latem 2009 piłkarz odszedł za darmo do Sportingu Gijón.